# Euphyia severata
Euphyia severata är en fjärilsart som beskrevs av Achille Guenée 1858. Euphyia severata ingår i släktet Euphyia och familjen mätare. Inga underarter finns listade i Catalogue of Life.